# Katapán
A Katapán bizánci görög eredetű régi magyar személynév és nemzetségnév, jelentése: feljebbvaló (A kapitány szóval azonos eredetű).

## Gyakorisága
Az 1990-es években szórványos név, a 2000-es években nem szerepel a 100 leggyakoribb férfinév között.

## Névnapok
- március 28.[1]
- október 23.[1]

## Híres Katapánok
A nemzetség tagjai közül a ´12. században ketten emelkedtek nagy méltóságra:
- Katapán székesfehérvári prépost (1138) és
- Katapán egri püspök (1198–1216).